# Sojasun
A Sojasun (UCI csapatkód: SOJ) egy francia profi kerékpárcsapat. Jelenleg profi kontinentális besorolással rendelkezik.

## Keret (2012)
2012. január 27-dikei állapot:
|     | Név                | Születésnap                    |
| --- | ------------------ | ------------------------------ |
| FRA | Cyril Bessy        | 1986. május 29. (38 éves)      |
| FRA | Jérôme Coppel      | 1986. augusztus 6. (38 éves)   |
| FRA | Arnaud Coyot       | 1980. október 6. (44 éves)     |
| FRA | Anthony Delaplace  | 1989. szeptember 11. (35 éves) |
| FRA | Jimmy Engoulvent   | 1979. december 7. (45 éves)    |
| FRA | Brice Feillu       | 1985. július 26. (39 éves)     |
| FRA | Jérémie Galland    | 1983. április 8. (41 éves)     |
| FRA | Jonathan Hivert    | 1985. március 23. (39 éves)    |
| FRA | Fabrice Jeandesboz | 1984. december 4. (40 éves)    |
| FRA | Christophe Laborie | 1986. augusztus 5. (38 éves)   |
| FRA | David Le Lay       | 1979. december 30. (45 éves)   |
| FRA | Cyril Lemoine      | 1983. március 3. (42 éves)     |

|     | Név                | Születésnap                    |
| --- | ------------------ | ------------------------------ |
| FRA | Guillaume Levarlet | 1985. július 25. (39 éves)     |
| FRA | Laurent Mangel     | 1981. május 22. (43 éves)      |
| FRA | Jean-Marc Marino   | 1983. augusztus 15. (41 éves)  |
| FRA | Rony Martias       | 1980. augusztus 4. (44 éves)   |
| FRA | Maxime Mederel     | 1980. szeptember 19. (44 éves) |
| FRA | Jean-Lou Paiani    | 1988. december 23. (36 éves)   |
| FRA | Stéphane Poulhiès  | 1985. június 26. (39 éves)     |
| FRA | Paul Poux          | 1984. szeptember 7. (40 éves)  |
| FRA | Julien Simon       | 1985. október 4. (39 éves)     |
| FRA | Yannick Talabardon | 1981. július 6. (43 éves)      |
| FRA | Etienne Tortelier  | 1990. április 14. (34 éves)    |